# Кере
Кере (старогрчки: Κῆρες) су у старогрчкој митологији демони (нижа божанства), која изазивају смрт, нечистоћу, распадање, штетна испарења, немоћ старости, грозницу и слепило. Попут ноћи су црне, буљавих очију, исплажених језика, са зубима као у дивљих звери. Низ њихова рамена спадају им огртачи, црвени од људске крви. По веровању, своје дуге и повијене нокте заривају у тела самртника и мртвих. Са ратницима поступају на сличан начин: комадају им тела и пију им крв. Према Хесиоду, оне су кћери Ноћи и сестре Мојри.